# 西安铁路运输中级法院
西安铁路运输中级法院是中华人民共和国陕西省的铁路运输中级法院。

## 沿革
1982年，西安铁路运输中级法院及下辖的西安铁路运输法院、安康铁路运输法院、宝鸡铁路运输法院设立。1984年，西安铁路运输中级法院随西安铁路局的撤销而被撤销，下辖的西安铁路运输法院、安康铁路运输法院、宝鸡铁路运输法院划归郑州铁路运输中级法院管理。1987年，宝鸡铁路运输法院改为法庭。2006年9月9日，西安铁路运输中级法院再次挂牌成立。
2012年1月20日，在西安市举行了陕西省铁路法院、检察院移交属地管理协议签字仪式。陕西省成为中华人民共和国首个同时完成了铁路法院、检察院的移交工作的省。此前，西安铁路运输中级法院的中共党建工作、经费保障、人事及劳资均由中共西安铁路局党委、西安铁路局负责。此后改为陕西省负责。

## 历任院长
1. 王英博（2006年9月—2015年9月）
2. 孙渝安（2015年9月—2016年1月）
3. 雷建新（2016年1月—2016年9月）
4. 李志坚（2016年9月—2020年7月）
5. 高　波（2020年7月—）

## 对应铁路运输基层法院
- 西安铁路运输法院
- 安康铁路运输法院